# Giulio Marchetti (attore 1858-1916)
Giulio Marchetti, pseudonimo di Mario Ascoli (Ancona, 1858 – Firenze, 1916), è stato un attore italiano.

## Biografia
Giulio Marchetti iniziò la sua carriera di recitazione come filodrammatico e proseguì nella operetta, genere in quegli anni molto popolare grazie alle tournée, realizzate nel 1867-1870, dalla famosa compagnia teatrale francese dei fratelli Grégoire.
Giulio Marchetti si contraddistinse per uno spirito immaginoso e gioioso, una notevole cultura e un gusto elegante, un fisico longilineo, che si prestarono bene al ruolo di "buffo" di suggestivo rilievo.
Sposatosi con una collega di lavoro, Silvia Gordini, e dopo essere stato membro dell'importante compagnia di Ciro Scognamiglio, Marchetti dal 1900 divenne anche un capocomico di una formazione che raggiunse la notorietà, oltre a svolgere il ruolo di interprete.
Il suo repertorio spaziò dall'operetta moderna di Franz Lehár, di Fall, di Jean Gilbert, a Jacques Offenbach della Bella Elena, a Charles Lecocq della Figlia di Madama Angot e del Duchino, a Franz von Suppé del Boccaccio, al Edmond Audran de La cicala e la formica, a Claude Antoine Terrasse del Sire di Vergy, suo cavallo di battaglia, per il quale venne soprannominato "l'Ermete Novelli dell'operetta italiana". Tra i suoi allievi, è da ricordare Dante Majeroni.